# Johann Alakraw
Johann Alakraw, tiskl pod jménem Johannes Alacraw (činný od 1482, zemřel 1492), byl pasovský tiskař, který také krátce působil v českém Vimperku.
Pocházel z Pasova, zde tiskl roku 1482 s Konradem Stahelem
Speculum manuale sacerdotum. V Čechách vytiskl roku 1484 tři prvotisky (dva latinské a jeden český). Byly to pseudo-Augustinovo Soliloquia animae ad deum, Alberta Velikého Summa de eucharistice sacramento a česky Vavřince z Rokycan Minucí na rok 1485. V letech 1485–1492 již tiskl v Pasově.

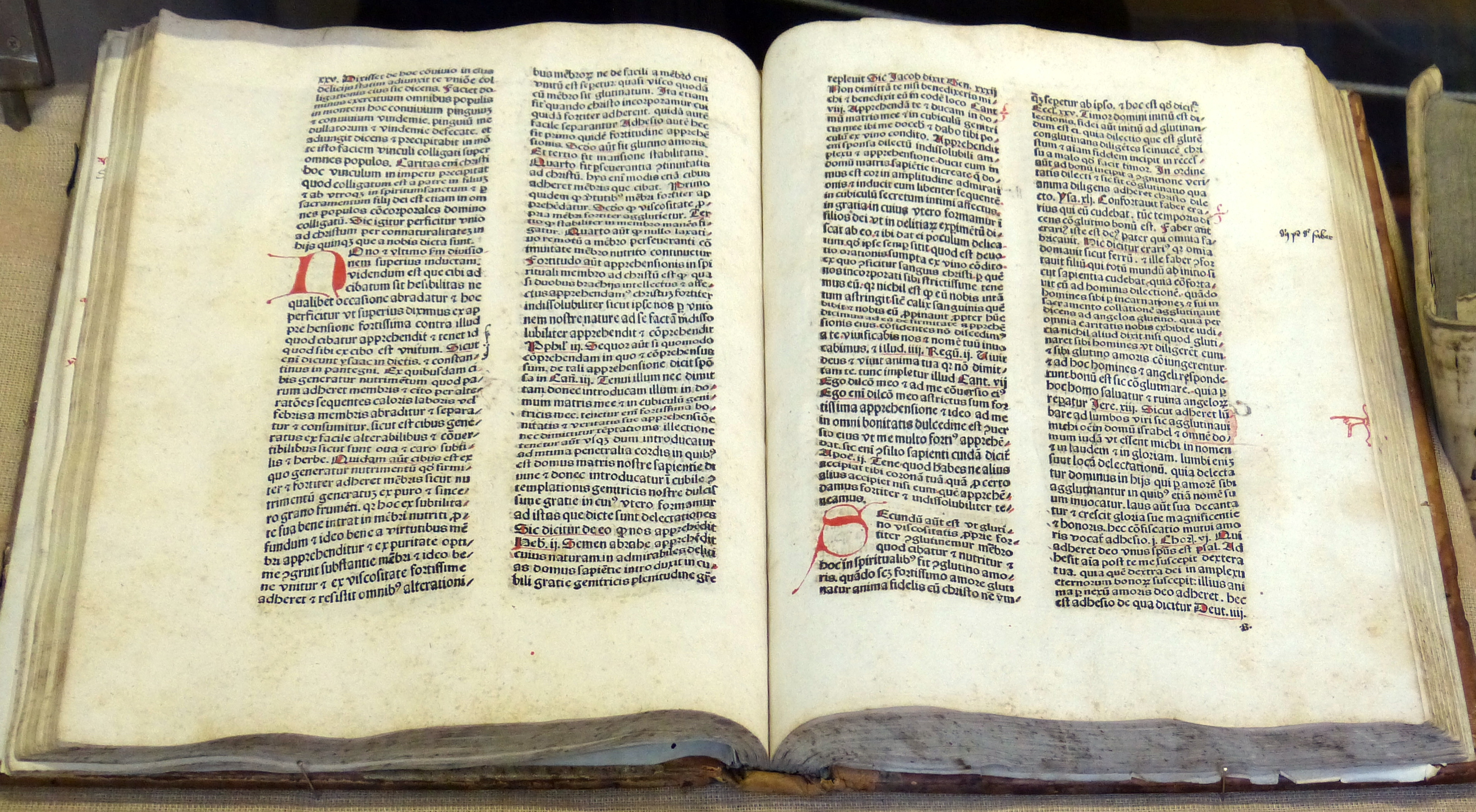
Albertova Summa vytištěná Alakrawem, Muzeum Vimperska